# Arctocyon
Arctocyon – rodzaj wymarłego ssaka dawniej uznawanego za prakopytnego, a teraz za bazalnego kopytnego z rodziny Arctocyonidae żyjącego we wczesnym i późnym paleocenie około 60 milionów lat temu.

## Etymologia
Arctocyon: gr. αρκτος arktos „niedźwiedź”; κυων kuōn, κυνος kunos „pies”.

## Morfologia

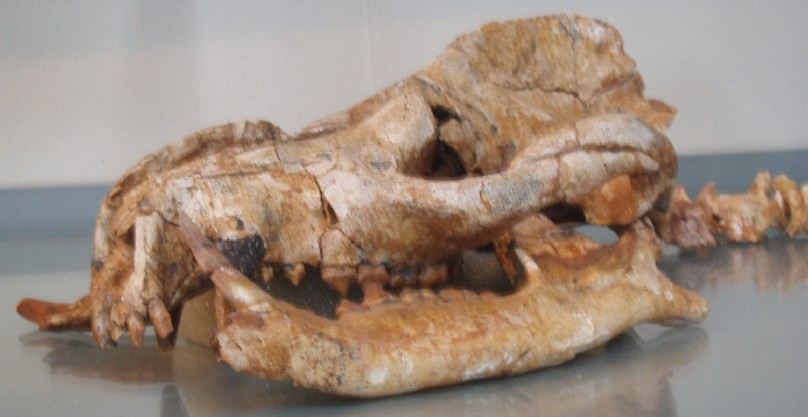
Czaszka Arctocyon primaevus

Zwierzę osiągało wielkość wilka lub małego niedźwiedzia. Czaszka należąca go gatunku A. primaevus mierzyła sobie 25 cm. Uzębienie przypominało pod względem zębów policzkowych spotykane dziś u niedźwiedziowatych, zwierzę zaopatrzone było w wydatne kły.
Prawdopodobnie z długim chwytnym ogonem (jak spokrewnione z nimi Chriacus), były stopochodne.
Stworzenia te uważa się nieraz za mięsożerców, w rzeczywistości jednak ich jadłospos zawierał też owoce, nasiona, orzechy i owady, wobec czego można mówić raczej o wszystkożerności.
Żyły prawdopodobnie głównie na ziemi jednak mogły się także wspinać na drzewa. Najprawdopodobniej były wszystkożerne. Arctocyon wystąpił w serialu dokumentalnym "Wędrówki z bestiami".

## Występowanie
Arctocyon zamieszkiwał Europę. Skamieniałości gatunku A. primaevus znaleziono we Francji, a datuje się na późny paleocen.